# Ягаты
Ягаты — упразднённый посёлок в Усольском районе Иркутской области России. Входил в состав Тальянского муниципального образования. Находится примерно в 57 км к югу от районного центра.

## Население
По данным Всероссийской переписи, в 2010 году в посёлке не было постоянного населения. В 2014 году посёлок был упразднён в связи с отсутствием в нём постоянного населения.